# 女子野球アジアカップ
女子野球アジアカップ（英語：Women’s Baseball Asian Cup）は、アジア野球連盟（BFA）主催により、女子野球のアジア地域における各国代表による国際大会である。WBSC女子野球ワールドカップの予選を兼ねる。

## 大会結果
| 回 | 年          | 開催地 |      | 優勝                 | 準優勝     | 3位 |
| -- | ----------- | ------ | ---- | -------------------- | ---------- | --- |
| 1  | 2017年 詳細 | 香港   | 日本 | チャイニーズタイペイ | 韓国       |     |
| 2  | 2019年 詳細 | 中山   | 日本 | チャイニーズタイペイ | フィリピン |     |
| 3  | 2023年 詳細 | 香港   | 日本 | チャイニーズタイペイ | 韓国       |     |